# Iardano (re di Lidia)
Iardano (in greco antico: Ἰάρδανος?, Iárdanos) è un personaggio della mitologia greca. Fu un re di Lidia.

## Genealogia
Fu il padre di Onfale.
Non ci sono notizie sulle sue ascendenze.

## Mitologia
Erodoto scrive che Iardano era un re meoniano di Lidia secondo una leggenda, lui (o sua figlia Onfale) ebbero Eracle come schiavo. 
Avversario del re Camblite, di lui una tradizione racconta che con un sortilegio gli fece venire fame insaziabile e che afflitto da questa finì con il divorare anche la propria moglie e che il rimorso infine si uccise.